# 品治郡
- 令制国一覧 > 山陽道 > 備後国 > 品治郡
- 日本 > 中国地方 > 広島県 > 品治郡

品治郡（ほんじぐん）は、広島県（備後国）にあった郡。

## 郡域
1878年（明治11年）に行政区画として発足した当時の郡域は、現在の住所では福山市の一部の以下（駅家町大字法成寺を除く駅家町各町、新市町大字相方・新市町大字常・新市町大字金丸・新市町大字藤尾を除く新市町各町）の地域にあたる。

## 歴史
郡名の由来については、垂仁天皇の皇子・本牟智和気命のために定められた「品遅部」（ほむちべ、『日本書紀』では｢譽津部｣と表記）の伴造が支配した吉備品治国造が支配したことによる。「ほんち」とも読む。
- 和銅2年10月8日（709年11月13日） - 3里を芦田郡に編入する。

### 近世以降の沿革
- 明治初年時点では全域が備後福山藩領であった。「旧高旧領取調帳」に記載されている明治初年時点での村は以下の通り。（21村）

下山守村、今岡村、上山守村、大橋村、坊寺村、向永谷村、江良村、近田村、戸手村、新市村、宮内村、下安井村、上安井村、新山村、雨木村、助元村、服部本郷村、服部永谷村、中島村、倉光村、万能倉村
- 明治4年
  - 7月14日（1871年8月29日） - 廃藩置県により福山県の管轄となる。
  - 11月15日（1871年12月26日） - 第1次府県統合により深津県の管轄となる。
- 明治5年6月5日（1872年7月10日） - 深津県が改称して小田県となる。
- 明治8年（1875年）12月20日 - 岡山県の管轄となる。
- 明治9年（1876年）4月18日 - 広島県の管轄となる。
- 明治11年（1878年）11月1日 - 郡区町村編制法の広島県での施行により、行政区画としての品治郡が発足。芦田郡府中市村にあった「安那芦田品治郡役所」が管轄していた。
- 明治22年（1889年）4月1日 - 町村制の施行により、以下の町村が発足。全域が現・福山市。（10村）
  - 宜山村 ← 向永谷村、大橋村、今岡村、上山守村、下山守村
  - 倉光村、中島村、江良村、坊寺村、万能倉村（それぞれ単独村制）
  - 戸田村 ← 戸手村、近田村
  - 新市村（単独村制）
  - 網引村 ← 宮内村、上安井村、下安井村
  - 服部村 ← 雨木村、服部本郷村、助元村、新山村、服部永谷村
- 明治28年（1895年）9月21日 - 戸田村が分割し、一部（戸手）に戸手村が、残部（近田）に近田村がそれぞれ発足。
- 明治31年（1898年）10月1日 - 郡制の施行のため、芦田郡・品治郡の区域をもって芦品郡が発足。これに伴い品治郡廃止。

## 行政
安那・芦田・品治郡長
| 代 | 氏名 | 就任年月日                | 退任年月日                | 備考                           |
| -- | ---- | ------------------------- | ------------------------- | ------------------------------ |
| 1  |      | 明治11年（1878年）11月1日 |                           |                                |
|    |      |                           | 明治31年（1898年）9月30日 | 芦田郡との合併により品治郡廃止 |